# Chiasmia monticolaria
Chiasmia monticolaria là một loài bướm đêm trong họ Geometridae.